# 今泉邦子
今泉 邦子（いまいずみ くにこ、1965年 - ）は、日本の法学者。専門は、商法・信託法。南山大学法学部教授。

## 略歴
1989年慶應義塾大学法学部法律学科卒業。
1994年同大学大学院法学研究科民事法学専攻後期博士課程単位取得満期退学。
2003年バージニア大学ロースクール法学修士（LL.M.）。
学生時代は新聞研究所（現：メディア・コミュニケーション研究所）に入所し、山岸健ゼミに所属。同ゼミの1期先輩にジャーナリストの古川利明が居た。
三重大学人文学部助教授、南山大学法学部助教授などを経て現職。

## 著書

### 共著
- （受川環大, 酒巻俊之, 永田均, 中村信男, 増尾均, 松岡啓祐）『商法 1』（不磨書房, 2001年）

### 分担執筆
- （奥島孝康）『近代企業法の形成と展開』（成文堂, 1999年）
- （奥島孝康, 宮島司）『商法の歴史と論理』（新青出版, 2005年）
- （山本爲三郎）『企業法の法理』（慶應義塾大学出版会, 2012年）